# Homaspis areolata
Homaspis areolata är en stekelart som beskrevs av Barron 1990. Homaspis areolata ingår i släktet Homaspis och familjen brokparasitsteklar. Inga underarter finns listade i Catalogue of Life.